# Lightweight Java Game Library
Lightweight Java Game Library (LWJGL) — открытая графическая библиотека, основной целью которой является предоставление простого и легковесного программного интерфейса для создателей компьютерных игр на языке Java.
LWJGL является высокопроизводительной кроссплатформенной библиотекой, широко используемой в разработке компьютерных игр и мультимедийных приложениях. Она предоставляет доступ к GLFW, Vulkan, OpenGL, OpenGL ES, OpenAL, OpenCL, EGL, LibOVR, Objective-C и обеспечивает платформонезависимый доступ к различным манипуляторам, таким как геймпады, рули и джойстики.
Основной целью проекта является создание технологии, которая позволяла бы Java-разработчикам получить доступ к ресурсам, доступ к которым в настоящее время затруднён или вовсе отсутствует из Java-платформы.
LWJGL доступна под BSD-лицензией. Будучи открытой и бесплатной, является основой многих игровых движков и библиотек.

## Использование в других проектах

### 2D-движки
- LibGDX — фреймворк для создания игр и приложений.

### 3D-движки
- JPCT — jPCT является 3D-движком для десктопной Java и Android от Google. Движок будет работать на Windows, Linux, Mac OS X, Solaris x86 и Android-устройствах. Поддерживает OpenGL (благодаря: LWJGL и JOGL) и использует OpenGL ES 1.x и ES 2.0 на Android
- jMonkeyEngine — современный игровой движок, поддерживающий OpenGL версии 2.0 и выше.
- Ardor3D — профессиональный открытый движок.

### Компьютерные игры
- Minecraft
- Spiral Knights
- Tribal Trouble[англ.]
- Project Zomboid
- RuneScape
- Equilinox
- ZeoStrike
- Necesse